# Grand Prix Emilia Romagna 2021
Grand Prix Emilia Romagna 2021 (oficiálně Formula 1 Pirelli Gran Premio del Made in Italy e dell'Emilia Romagna 2021) se jela na okruhu Autodromo Enzo e Dino Ferrari v Imole v Itálii dne 18. dubna 2021. Závod byl druhým v pořadí v sezóně 2021 šampionátu Formule 1.

## Kvalifikace
| Poř.                       | No. | Jezdec             | Konstruktér               | Časy v kvalifikaci | Časy v kvalifikaci | Časy v kvalifikaci | Pořadí na startu |
| Poř.                       | No. | Jezdec             | Konstruktér               | Q1                 | Q2                 | Q3                 | Pořadí na startu |
| -------------------------- | --- | ------------------ | ------------------------- | ------------------ | ------------------ | ------------------ | ---------------- |
| 1                          | 44  | Lewis Hamilton     | Mercedes                  | 1:14.823           | 1:14.817           | 1:14.411           | 1                |
| 2                          | 11  | Sergio Pérez       | Red Bull Racing-Honda     | 1:15.395           | 1:14.716           | 1:14.446           | 2                |
| 3                          | 33  | Max Verstappen     | Red Bull Racing-Honda     | 1:15.109           | 1:14.884           | 1:14.498           | 3                |
| 4                          | 16  | Charles Leclerc    | Ferrari                   | 1:15.413           | 1:14.808           | 1:14.740           | 4                |
| 5                          | 10  | Pierre Gasly       | AlphaTauri-Honda          | 1:15.548           | 1:14.927           | 1:14.790           | 5                |
| 6                          | 3   | Daniel Ricciardo   | McLaren-Mercedes          | 1:15.669           | 1:15.033           | 1:14.826           | 6                |
| 7                          | 4   | Lando Norris       | McLaren-Mercedes          | 1:15.009           | 1:14.718           | 1:14.875           | 7                |
| 8                          | 77  | Valtteri Bottas    | Mercedes                  | 1:14.672           | 1:14.905           | 1:14.898           | 8                |
| 9                          | 31  | Esteban Ocon       | Alpine-Renault            | 1:15.385           | 1:15.117           | 1:15.210           | 9                |
| 10                         | 18  | Lance Stroll       | Aston Martin-Mercedes     | 1:15.522           | 1:15.138           | Bez času           | 10               |
| 11                         | 55  | Carlos Sainz Jr.   | Ferrari                   | 1:15.406           | 1:15.199           |                    | 11               |
| 12                         | 63  | George Russell     | Williams-Mercedes         | 1:15.826           | 1:15.261           |                    | 12               |
| 13                         | 5   | Sebastian Vettel   | Aston Martin-Mercedes     | 1:15.459           | 1:15.394           |                    | BOX              |
| 14                         | 6   | Nicholas Latifi    | Williams-Mercedes         | 1:15.653           | 1:15.593           |                    | 14               |
| 15                         | 14  | Fernando Alonso    | Alpine-Renault            | 1:15.832           | 1:15.593           |                    | 15               |
| 16                         | 7   | Kimi Räikkönen     | Alfa Romeo Racing-Ferrari | 1:15.974           |                    |                    | 16               |
| 17                         | 99  | Antonio Giovinazzi | Alfa Romeo Racing-Ferrari | 1:16.122           |                    |                    | 17               |
| 18                         | 47  | Mick Schumacher    | Haas-Ferrari              | 1:16.279           |                    |                    | 18               |
| 19                         | 9   | Nikita Mazepin     | Haas-Ferrari              | 1:16.797           |                    |                    | 19               |
| 107% času vítěze: 1:19.899 |     |                    |                           |                    |                    |                    |                  |
| DNQ                        | 22  | Júki Cunoda        | AlphaTauri-Honda          | Bez času           |                    |                    | 20               |
| Zdroj:                     |     |                    |                           |                    |                    |                    |                  |

Poznámky
1. ↑  Sebastian Vettel se kvalifikoval jako třináctý, ale kvůli problému s brzdami, ke kterému došlo během zaváděcího kola, musel startovat z boxové uličky. Jeho místo na startovním roštu zůstalo prázdné
2. 1 2  Nicholas Latifi a Fernando Alonso zajeli shodný čas. Latifi tohoto času dosáhl dříve a díky tomu startoval před Alonsem.
3. ↑  Júki Cunoda nezaznamenal čas, kterým by se kvalifikoval ve 107 % času vítěze. Start mu byl povolen sportovními komisaři. Zároveň obdržel trest posunu o 5 míst vzad za neplánovanou výměnu převodovky.

## Závod
| Poř.                                                                | No. | Jezdec             | Konstruktér               | Počet kol | Čas/Odstoupení | Pořadí na startu | Body |
| ------------------------------------------------------------------- | --- | ------------------ | ------------------------- | --------- | -------------- | ---------------- | ---- |
| 1                                                                   | 33  | Max Verstappen     | Red Bull Racing-Honda     | 63        | 2:02:34.598    | 3                | 25   |
| 2                                                                   | 44  | Lewis Hamilton     | Mercedes                  | 63        | +22.000        | 1                | 19   |
| 3                                                                   | 4   | Lando Norris       | McLaren-Mercedes          | 63        | +23.702        | 7                | 15   |
| 4                                                                   | 16  | Charles Leclerc    | Ferrari                   | 63        | +25.579        | 4                | 12   |
| 5                                                                   | 55  | Carlos Sainz Jr.   | Ferrari                   | 63        | +27.036        | 11               | 10   |
| 6                                                                   | 3   | Daniel Ricciardo   | McLaren-Mercedes          | 63        | +51.220        | 6                | 8    |
| 7                                                                   | 10  | Pierre Gasly       | AlphaTauri-Honda          | 63        | +52.818        | 5                | 6    |
| 8                                                                   | 18  | Lance Stroll       | Aston Martin-Mercedes     | 63        | +56.909        | 10               | 4    |
| 9                                                                   | 31  | Esteban Ocon       | Alpine-Renault            | 63        | +1:05.704      | 9                | 2    |
| 10                                                                  | 14  | Fernando Alonso    | Alpine-Renault            | 63        | +1:06.561      | 15               | 1    |
| 11                                                                  | 11  | Sergio Pérez       | Red Bull Racing-Honda     | 63        | +1:07.151      | 2                |      |
| 12                                                                  | 22  | Júki Cunoda        | AlphaTauri-Honda          | 63        | +1:13.184      | 20               |      |
| 13                                                                  | 7   | Kimi Räikkönen     | Alfa Romeo Racing-Ferrari | 63        | +1:34.773      | 16               |      |
| 14                                                                  | 99  | Antonio Giovinazzi | Alfa Romeo Racing-Ferrari | 62        | +1 kolo        | 17               |      |
| 15                                                                  | 5   | Sebastian Vettel   | Aston Martin-Mercedes     | 61        | Převodovka     | BOX              |      |
| 16                                                                  | 47  | Mick Schumacher    | Haas-Ferrari              | 61        | +2 kola        | 18               |      |
| 17                                                                  | 9   | Nikita Mazepin     | Haas-Ferrari              | 61        | +2 kola        | 19               |      |
| Ret                                                                 | 77  | Valtteri Bottas    | Mercedes                  | 30        | Kolize         | 8                |      |
| Ret                                                                 | 63  | George Russell     | Williams-Mercedes         | 30        | Kolize         | 12               |      |
| Ret                                                                 | 6   | Nicholas Latifi    | Williams-Mercedes         | 0         | Kolize         | 14               |      |
| Nejrychlejší kolo: Lewis Hamilton (Mercedes) – 1:16.702 (v kole 60) |     |                    |                           |           |                |                  |      |
| Zdroj:                                                              |     |                    |                           |           |                |                  |      |

Poznámky
1. ↑  Lewis Hamilton získal jeden bod za zajetí nejrychlejšího kola.
2. ↑  Lance Stroll obdržel trest přičtení 5 sekund k času v cíli za předjetí Pierra Gaslyho mimo trať a zíkáním tak výhody.
3. ↑  Júki Cunoda obdržel trest přičtení 5 sekund k času v cíli za překračování limitů trati.
4. ↑  Kimi Räikkönen obdržel trest přičtení 30 sekund k času v cíli za porušení pravidel při restartu.
5. ↑  Sebastian Vettel odstoupil ze závodu, ale byl klasifikován, protože odjel více než 90 % délky závodu.

## Průběžné pořadí po závodě
Pohár jezdců
|        | Pořadí | Jezdec          | Body |
| ------ | ------ | --------------- | ---- |
|        | 1      | Lewis Hamilton  | 44   |
|        | 2      | Max Verstappen  | 43   |
| 1      | 3      | Lando Norris    | 27   |
| 2      | 4      | Charles Leclerc | 20   |
| 2      | 5      | Valtteri Bottas | 16   |
| Zdroj: |        |                 |      |

Pohár konstruktérů
|        | Pořadí | Konstruktér      | Body |
| ------ | ------ | ---------------- | ---- |
|        | 1      | Mercedes         | 60   |
|        | 2      | Red Bull-Honda   | 53   |
|        | 3      | McLaren–Mercedes | 41   |
|        | 4      | Ferrari          | 34   |
|        | 5      | AlphaTauri-Honda | 8    |
| Zdroj: |        |                  |      |